# ألكسندر سوفوروف
أليكساندر فاسيليفتش سوفوروف Алекса́ндр Васи́льевич Суво́ров، النسخة اللاتينية للاسم الروسي Aleksandr Vasil‘evich Suvorov، كونت ريمنيك (граф Рымникский)، أمير إيطاليا (князь Италийский)، كونت الإمبراطورية الرومانية المقدسة، هو قائد عام سابق في الإمبراطورية الروسية.
يُعد سوفوروف أحد القادة القليلين في التاريخ[بحاجة لمصدر] (بجانب الإسكندر الأكبر وسولا (Lucius Cornelius Sulla) وخالد بن الوليد وجنكيز خان) الذين يشهد لهم تاريخهم بأنهم لم يخسروا معركة قط. اشتهر سوفوروف بكتابه العسكري، علم النصر (The Science of Victory)، كما أن له الكثير من الأقوال المأثورة المعروفة، مثل؛ «كل ما هو صعب في مرحلة التدريب سيصبح سهلاً في المعركة»، و«إن الرصاصة شيء مجنون، ولكن لا يفهم ذلك سوى الحربة»، و«أنقذ قائدك، حتى لو ستتعرض حياتك للخطر!». علم سوفوروف جنوده أن يهجموا بسرعة وقوة: «اهجموا بالأسلحة البيضاء! وادفعوا الحراب بقوة!» اعتاد سوفوروف أن يمزح مع رجاله، وأن ينادي الجنود بـ«أخي»، كما قدم مثالاً يُحتذى به لنتيجة التخطيط الاستراتيجي المفصل والدقيق.

## كتابات أخرى
- Longworth, Philip. 1965. The Art of Victory. New York: Holt, Rinehart, and Winston
- J.F. Anthing, Versuch einer Kriegsgeschichte des Grafen Suworow (Gotha, 1796–1799)
- F. von Smut, Suworows Leben und Heerzüge (Vilna, 1833—1834) and Suworow and Polens Untergang (Leipzig, 1858,)
- Von Reding-Biberegg, Der Zug Suworows durch die Schweiz (Zürich 1896)
- Lieut.-Colonel Spalding, Suvorof (London, 1890)
- G. von Fuchs, Suworows Korrespondenz, 1799 (Glogau, 1835)
- Souvorov en Italie by Gachot, Masséna's biographer (Paris, 1903)
- The standard Russian biographies of Polevoi (1853; Ger. trans., Mitau, 1853); Rybkin (Moscow, 1874), Vasiliev (Vilna, 1899), Meshcheryakov and Beskrovnyi (Moscow, 1946), and Osipov (Moscow, 1955).
- The Russian examinations of his martial art, by Bogolyubov (Moscow, 1939) and Nikolsky (Moscow, 1949).
- "1799 le baionette sagge" by Marco Galandra and Marco Baratto (Pavia, 1999).
- "SUVOROV - La Campagna Italo-Svizzera e la liberazione di Torino nel 1799" by Maria Fedotova ed. Pintore (Torino, 2004).

## وصلات خارجية
- ألكسندر سوفوروف على موقع الموسوعة البريطانية (الإنجليزية)
- ألكسندر سوفوروف على موقع إن إن دي بي (الإنجليزية)
- Alexander V. Suvorov: Russian Field Marshal, 1729–1800
- Speed, Assessment, and Hitting Power: Suvorov's Art of Victory
- Suvorov military museum in Saint Petersburg
- Suvorov's home and family
- Edouard Selian. The Meaning of the Last Name "Suvorov"
- Suvorov - the one man who could have stopped Bonaparte
- Aleksandr Suvorov: Count of Rymniksky and Prince of Italy
- Alexander Suvorov: The Science of Victory (Untranslated)